# Liptovské Kľačany
Liptovské Kľačany (Hongaars: Kelecsén) is een Slowaakse gemeente in de regio Žilina, en maakt deel uit van het district Liptovský Mikuláš.
Liptovské Kľačany telt 348 inwoners.